# Ali Abad (distrikt i Kunduz)
Ali Abad är ett distrikt i Afghanistan. Det ligger i provinsen Kunduz, i den nordöstra delen av landet, 220 kilometer norr om huvudstaden Kabul. Administrativ huvudort är Ali Abad.
Distriktet beräknades år 2022 ha cirka 55 000 invånare.